# Понукалин-Суворов, Олег Олегович
Олег Олегович Понукалин (род. 5 июля 1970, Астрахань) — советский и российский артист цирка, режиссёр, сценарист, художник.

## Биография
Олег Олегович Понукалин родился в поезде Москва-Астрахань, во время переезда родителей с цирковыми гастролями. Официальное место рождения – Астрахань. Учился во ВГИКе и институте арт-бизнеса и антиквариата.
Цирковую карьеру начал в 1984 году в труппе эквилибристов на першах под руководством Р. Манукова. В 1993 году в цирке на Цветном бульваре в Москве при поддержке Юрия Никулина создал воздушный номер «Полёт желаний» (режиссёр В. Стихановский, балетмейстер Д. Бегак, партнерша Д. Уланова).
С воздушным номером объездил более 30 стран мира. Призёр и лауреат цирковых фестивалей в России, Германии, Франции, Голландии, Японии, Монако.
В 2000-х годах работал в амплуа комика в немецких театрах-варьете. 
Принимает участие в постановках театральных проектов в качестве сценариста и режиссёра.
В настоящее время проживает на одном из Балеарских островов. 
Владелец небольшой галереи современного искусства.

## Театральные работы

### Актёр
- 1998-2001 Театр «Фридрихштадтпаласт»
- 2001-2008 Театр «Палаццо»

### Режиссёр
- 2005 – театр «ГОП» – постановка «Друзья «КГБ»
- 2014 – театр «Тропический остров» – постановка «Тропическая Фантазия»[7]
- 2015-2017 – «Танцевальный мюзикл» – постановка «Гаванские ночи»[8]

## Семья
Олег Понукалин-Суворов — из дореволюционной цирковой династии Яроцких, известных под псевдонимами — Кнок (прадед, прабабка) и Кронец (бабушка).
- Дед — Семён Николаевич Понукалин (умер в 1983), жонглер-акробат, педагог, воспитатель легендарного Владимира Довейко.
- Бабушка — Музета Кронидовна Кронец-Яроцкая (умерла в 1977), жонглер-акробат.
- Дед — Владимир Владимирович Суворов (умер в 1991), клоун.
- Бабушка — Зоя Ивановна Суворова (умерла в 2013), ассистентка иллюзиониста Алли-Вад.
- Мать — Наталья Владимировна Суворова (1950—2003), цирковая артистка, эквилибристка.
- Отец — Олег Семёнович Понукалин (1942—1982), цирковой артист, акробат.
- Жена — Кларисса Перейра Понукалин (Clarissa Pereira Ponoukaline) (р. 1982), бразильская балерина.
- Сын — Данило Понукалин Перейра (р. 2010).
- Дочь — Лара Понукалин Перейра (р. 2014).

## Награды и номинации
Награды
- 1996 — Лучший номер в жанре модерн. Московский фестиваль циркового искусства.
- 2000 — Гран-при. Фестиваль циркового искусства в Масси, Франция.
- 2002 — Серебряный клоун. Приз Жюри. Фестиваль циркового искусства в Энсхеде, Голландия.

Номинации
- 2016 — «LEA Awards» в категории «Лучшее шоу немецкоязычных стран» за постановку «Гаванские ночи»[11][12].